# Friederike Serre
Amalie Friederike Serre, geborene Hammerdörfer (* 28. April 1800 in Dresden; † 7. August 1872 ebenda) war Mäzenin und Gastgeberin für Künstlerinnen in Maxen. Sie war die Ehefrau des Mitbegründers der Deutschen Schillerstiftung, des Majors Friedrich Anton Serre auf Maxen.

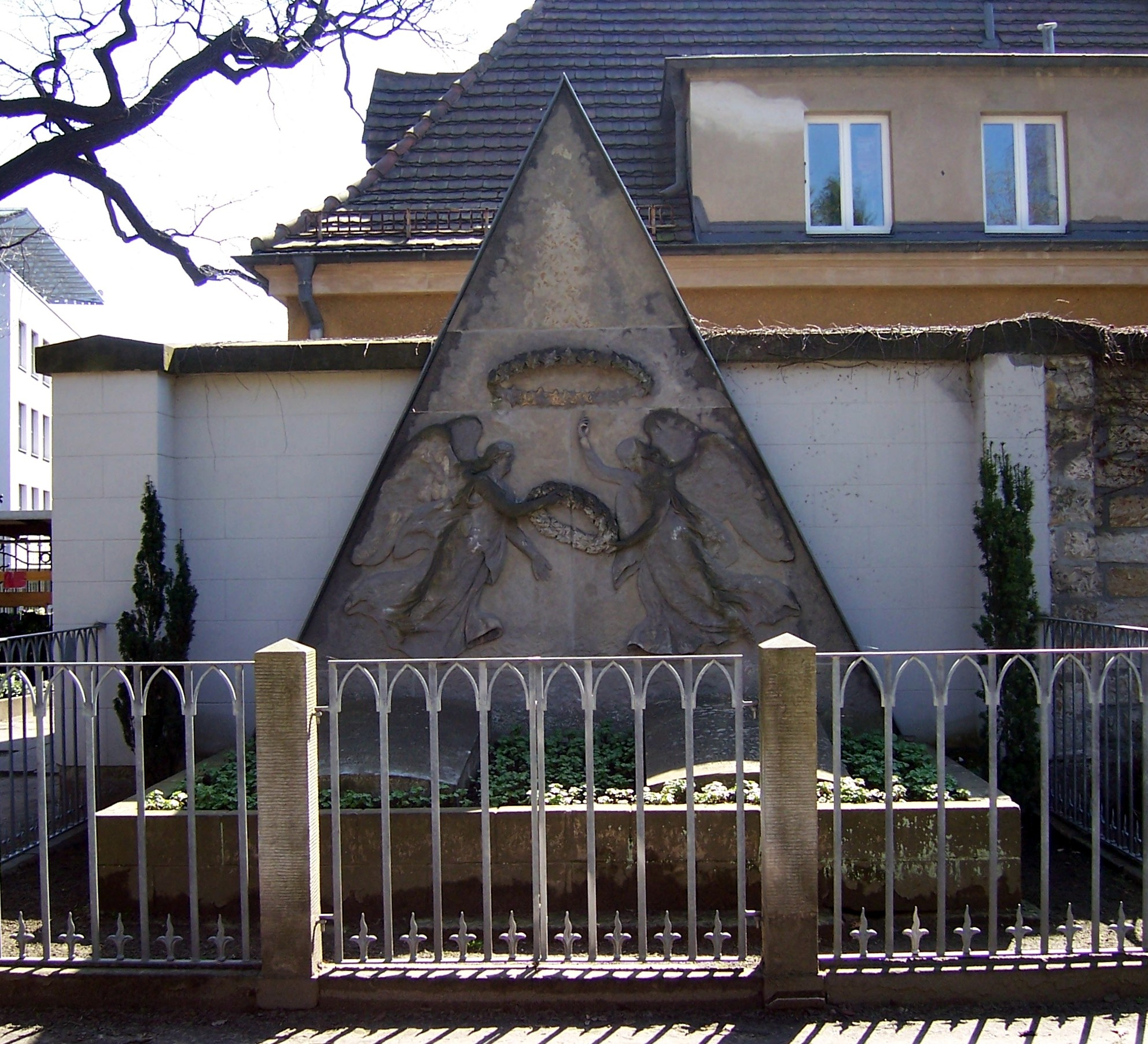
Grab von Friederike und Johann Friedrich Anton Serre auf dem Trinitatisfriedhof in Dresden

## Leben

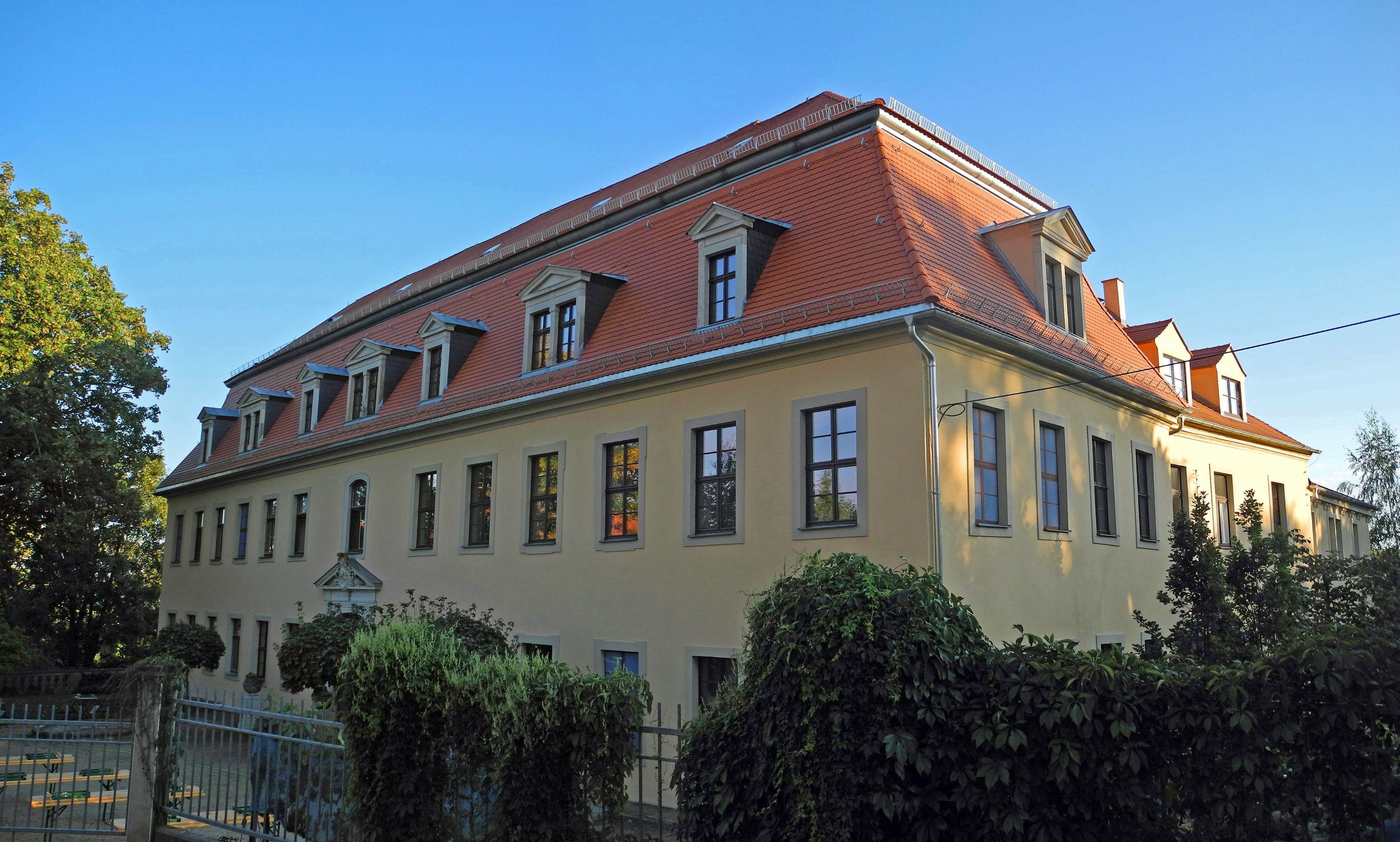
Rittergut Maxen – Herrenhaus in Maxen, Maxener Str. 1 (Foto Wikimedia Commons 2018)

Bei ihr weilten u. a. Clara Schumann, Ottilie von Goethe, Elfriede von Mühlenfels und Elisa von der Recke sowie Ludwig Tieck, Bertel Thorvaldsen und Hans Christian Andersen. 1839 schrieb Robert Schumann seine Arabeske op. 18 und widmete sie ihr, wie auch sein „Blumenstück“ op. 19. Friedrich Anton und Friederike Serre waren ursprünglich Freunde von Friedrich Wieck, Clara Schumanns Vater, der seine Tochter 1837 nach Maxen brachte, um sie von Schumann zu trennen. Die Serres begünstigten jedoch die Liebenden. Die Serres wohnten bisweilen auch in ihrer Dresdner Villa auf der Johannisgasse (seit 1840 Amalienstraße). 1823 errichtete Friederike Serre Stiftungen für den Verein zu Rat und Tat, zur Unterstützung elternloser Kinder und zur Errichtung einer Freischule in der Wilsdruffer Vorstadt. Am 16. Oktober 1831 unterstützte sie die Gründung einer Waisenkolonie in Maxen. Serre war Vorstandssekretärin im Tierschutzverein der Frauen. Bedeutendes leistete sie in ihrer Arbeit für die Deutsche Schillerstiftung, dessen Ehrenmitglied sie 1864 wurde, und die Tiedge-Stiftung. Ihre Unterstützung des javanischen Malers Raden Saleh und des afrikanischen Bergbaustudenten Aquasi Boachi zeigt die internationale Weite ihrer humanistischen Gesinnung.
Ihre Taten würdigend lautet ihre Grabinschrift auf dem Trinitatisfriedhof: Sie wollte das Gute. Das Grabmal wurde 2001 restauriert. Ihr zu Ehren wurde eine Straße in Dresden benannt.

## Werke
- „Oh du mein Stern“ (Text von Friederike Serre, vertont von Clara Schumann)
- „Beim Abschied“ (Text von Friederike Serre, vertont von Clara Schumann)

## Album
Seit ca. 2004 bewahrt die Sächsische Landesbibliothek – Staats- und Universitätsbibliothek Dresden (SLUB) das Album Friedrich Anton und Friederike Serre auf Maxen (Signatur: Mscr.Dresd.App.2776), das 43 Autographe (Briefe, Albumblätter, Billets etc. sowie Bleistiftzeichnungen) enthält, die die Serres zwischen 1841 und 1870 von ihren zahlreichen Künstlerfreunden gesammelt haben.
Das Album kann als Digitalisat auf der Seite der SLUB eingesehen werden.